# My Story (이승환의 음반)
《My Story》는 대한민국의 싱어송라이터 이승환의 3번째 정규 앨범이다. 1993년 9월 발매했고 발매사는 서울음반이다. 김광진, 정석원, 박용준, 오태호 등이 참여했다.

## 곡 목록
1. "My Story" – 0:27
2. "내게" – 5:18
3. "잃어버린 건 나... Part 3" – 4:01
4. "남자는? 여자는?" (ft. 김문선) – 3:21
5. "너의 기억" – 4:28
6. "무너져 버린 믿음 앞에서" – 4:22
7. "사랑에 관한 충고" – 4:50
8. "Dunk Shot" – 5:21
9. "Radio Heaven" – 4:25
10. "화려하지 않은 고백" – 3:50
11. "내 어머니" – 4:00

## 같이 보기
- 이승환 디스코그래피
- 이승환 콘서트